# Сентеотль
Центеотль, Сентеотль (ісп. Centéotl, Cinteotl, Centeocihuatl— «Бог кукурудзи») — ацтекське божество молодого маїсу.

## Міфологія
Традиційно зображувався у вигляді юнака з кукурудзяними качанами в заплічної сумці і в руках. Зустрічалися зображення з різними видами сільськогосподарських інструментів у руках.
Синтеотль виступав в якості бога покровителя землеробів і золотих справ майстрів міста Шочимилько — одного з найбільших сільськогосподарських центрів держави ацтеків.
Жіночим двійником Синтеотля була богиня маїсу Чикомекоатль. Так само в деяких міфах сам Синтеотль виступає в жіночій іпостасі.